# Petr Dlask
Petr Dlask (* 20. Oktober 1976 in Kosmonosy) ist ein ehemaliger tschechischer Cyclocrossfahrer.

## Sportlicher Werdegang
Petr Dlask ist einer der erfolgreichsten tschechischen Cyclocrossfahrer Anfang der 2000er Jahre. Von 1998 bis 2007 gewann er siebenmal die nationalen Meisterschaften, davon sechsmal in der Elite und einmal in der U23. Bei den Cyclocross-Weltmeisterschaften 1998 wurde er Dritter der U23. Seinen größten internationalen Erfolg erzielte er bei den Cyclocross-Weltmeisterschaften 2001, als er Vizeweltmeister in der Elite wurde.
Von 2006 bis 2011 war Dlask Mitglied im Team Telenet-Fidea, mit dem er in der Sommersaison wiederholt an Straßenradrennen teilnahm. Dabei gelangen ihm mehrfach Top-10-Platzierungen bei verschiedenen Rennen, unter anderem auf drei Etappen der Tour of Qinghai Lake 2007, zum damaligen Zeitpunkt ein Rennen der Hors Catégorie.
Nach der Cyclocross-Saison 2012/2013 beendete Dlask im Alter von 36 Jahren seine Karriere als Radrennfahrer. Seit 2022 ist er in der sportlichen Leitung des tschechischen UCI Continental Teams ATT Investments tätig.

## Erfolge
1997/1998
- Tschechischer Meister (U23)
- Weltmeisterschaft (U23)

1999/2000
- Tschechischer Meister

2000/2001
- Tschechischer Meister
- Weltmeisterschaft

2002/2003
- Tschechischer Meister

2004/2005
- Tschechischer Meister

2005/2006
- Cyklokros Plzeň
- Tschechischer Meister

2006/2007
- Tschechischer Meister

2008/2009
- TOI TOI Cup, Hlinsko
- Velka cena skupiny CEZ, Podborany

2011/2012
- TOI TOI Cup, Loštice
- Grand Prix Julien Cajot, Leudelingen

2012/2013
- Grand Prix Möbel Alvisse, Leudelingen